# ヘムヘムのえかき唄
「ヘムヘムのえかき唄」（ヘムヘムのえかきうた）は嶋本亜希子の楽曲で1996年に発表された曲。

## 収録アルバム
- 『忍たま乱太郎 オリジナル・サウンドトラック 其の四』(1997年発売)
- 『忍たま乱太郎 続・忍たまファミリー大集合ベストセレクション』(1999年発売)
- 『続・忍たまファミリー大集合』(1999年発売)
- 『忍たま乱太郎 20th アニバーサリーアルバム 忍たまファミリー・ベストセレクション』※Disc 1に収録 (2012年発売)

## 曲の詳細
1. ヘムヘムのえかき唄 [3:47]
  - 作詞 : えかき唄同好会 作曲 : 馬飼野康二
  - NHK教育アニメ『忍たま乱太郎』1996年 エンディングテーマ